# La bella Napoli

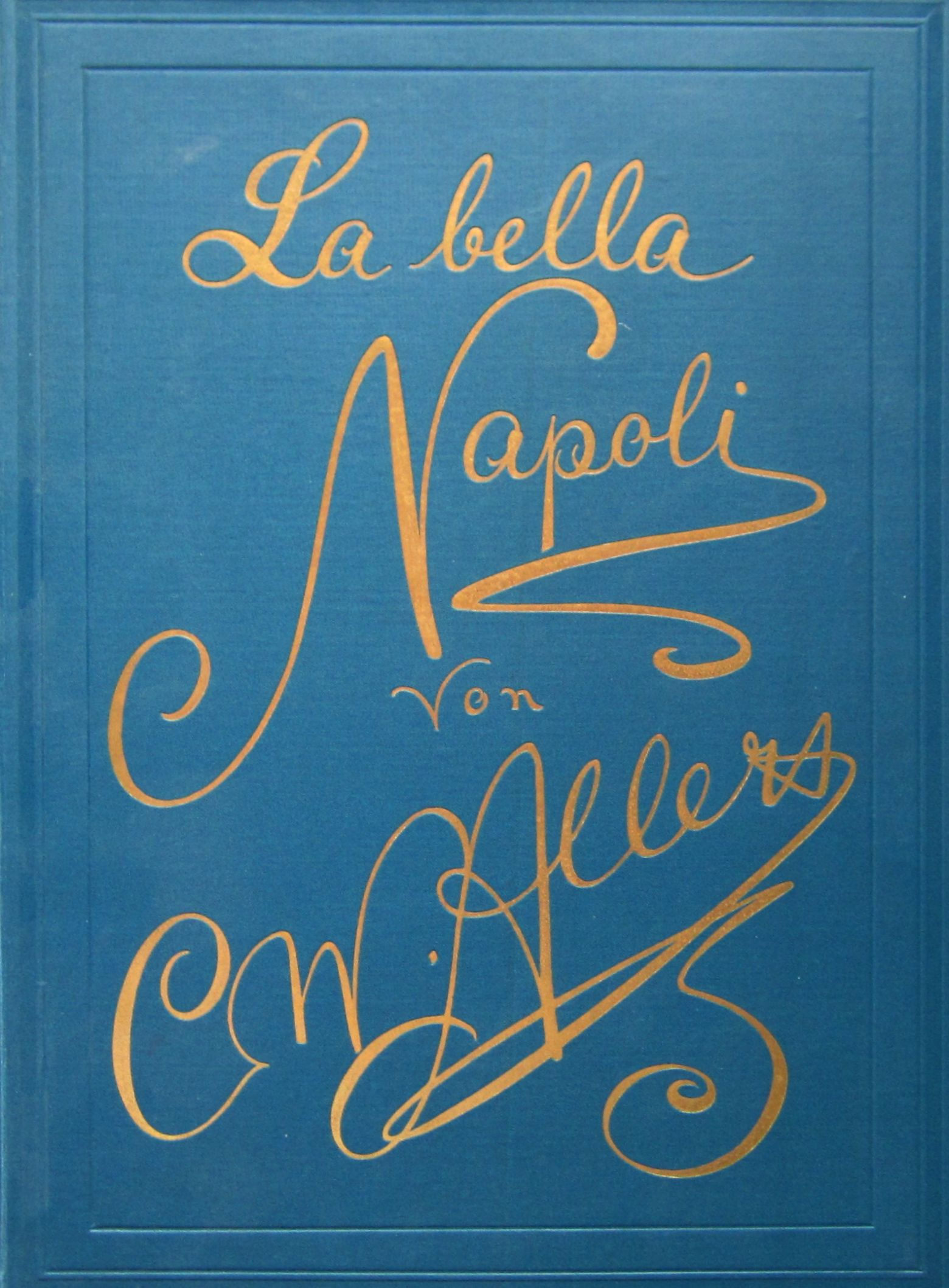
Titelbild (1. Auflage: blau)

La bella Napoli (dt.: Das schöne Neapel) ist ein 1893 erschienener großformatiger Band des Zeichners Christian Wilhelm Allers mit Texten von Dr. Alexander Olinda (Pseudonym des Philologen, Schriftstellers und Redakteurs Reinhold Schmidt, 1838–1909) und Walther Trede mit ca. 260 teils ganzseitigen Zeichnungen von C.W. Allers.

## Buchdaten
La bella Napoli erschien 1893 in der Union Deutsche Verlagsgesellschaft im Format 28 × 39 cm mit Goldschnitt und 2,8 kg Gewicht. Das Buch hat 214 Seiten sowie elf Bildtafeln.

## Inhalt
Das Buch ist geografisch gegliedert und enthält nach der Einleitung 14 Kapitel mit folgenden Themen: Santa Lucia, Alt-Neapel, Napoli moderna, Kreuz und quer durch Neapel, Camaldoli, Golf von Baiae, Ischia, Vesuv, Pompeji, Castellammare di Stabia, Sorrent, Capri, Amalfi und Paestum. Die Zeichnungen sind teils Landschaftsskizzen, teils Darstellungen des Alltagslebens oder Porträts (nicht unbedingt prominenter Personen).

## Galerie

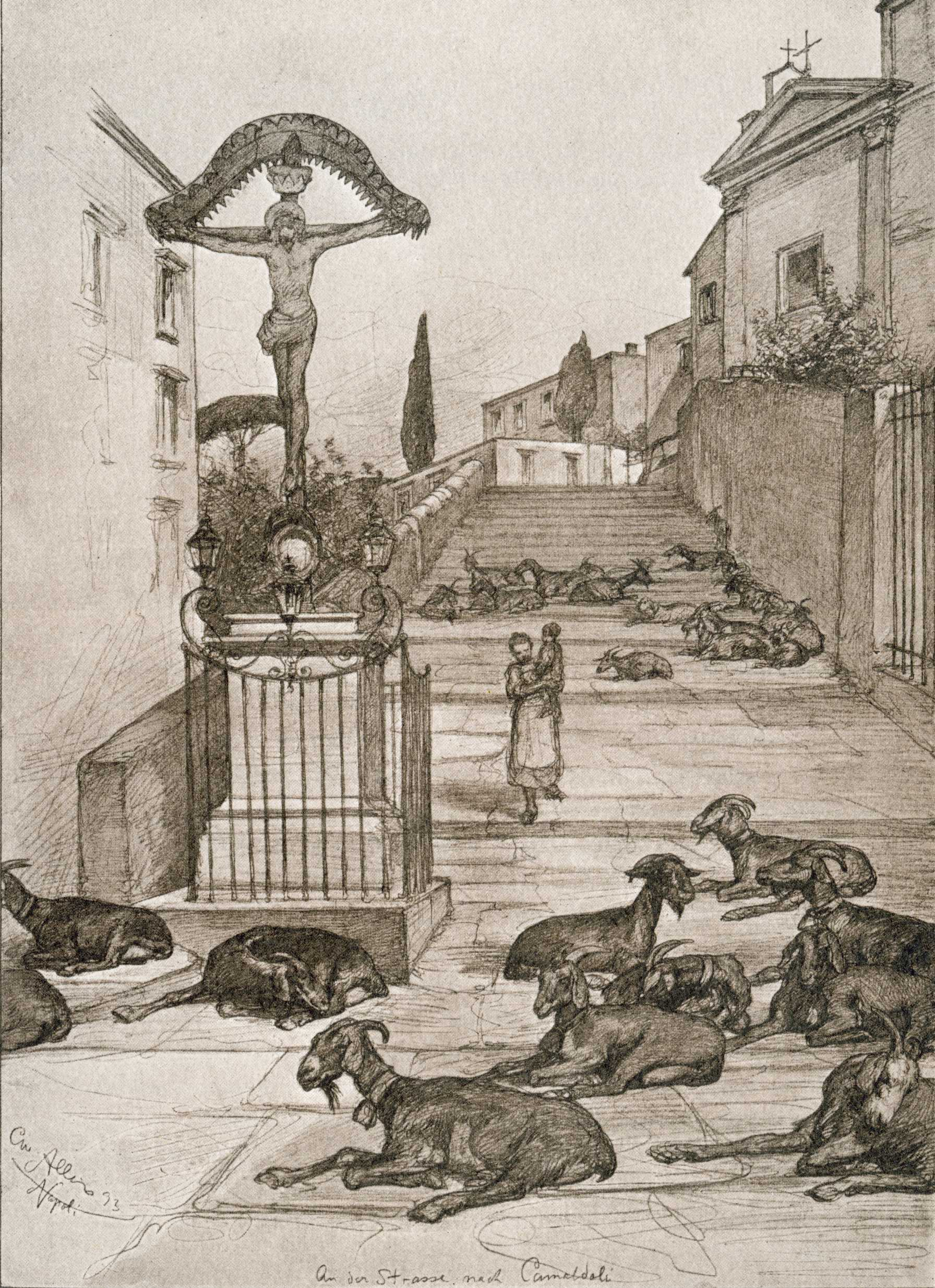
Straße in Camaldoli
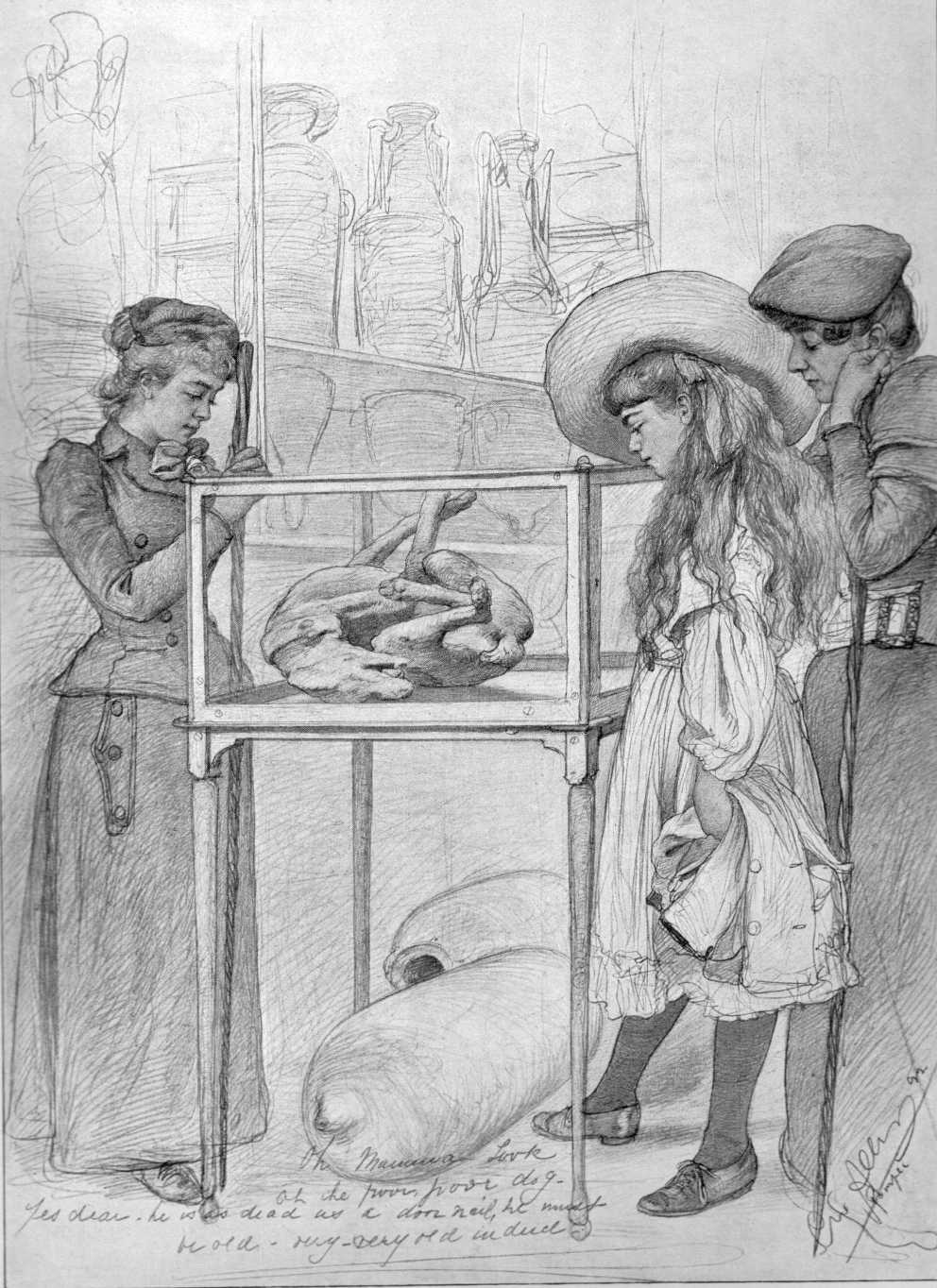
In Pompeji
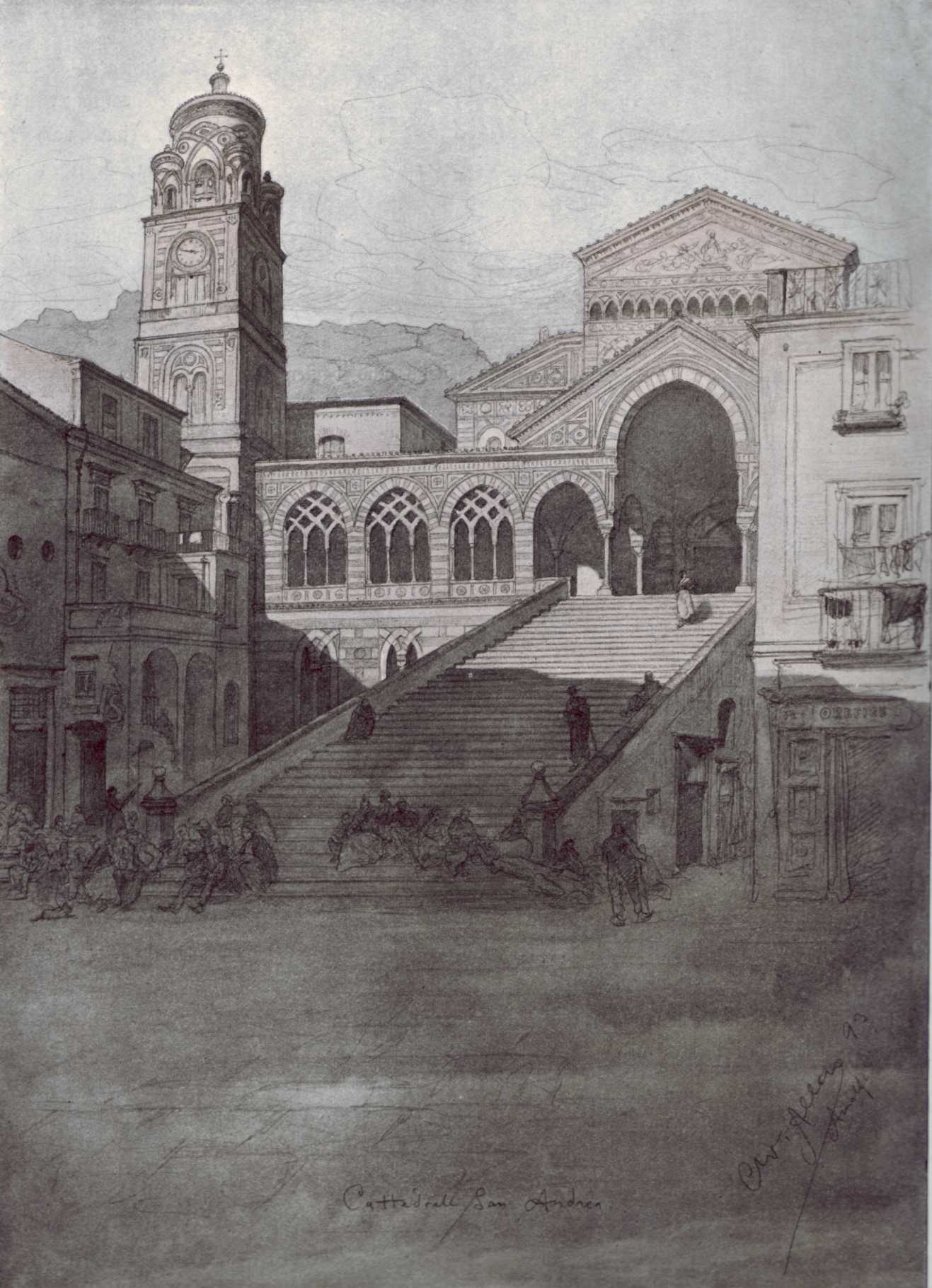
Dom von Amalfi
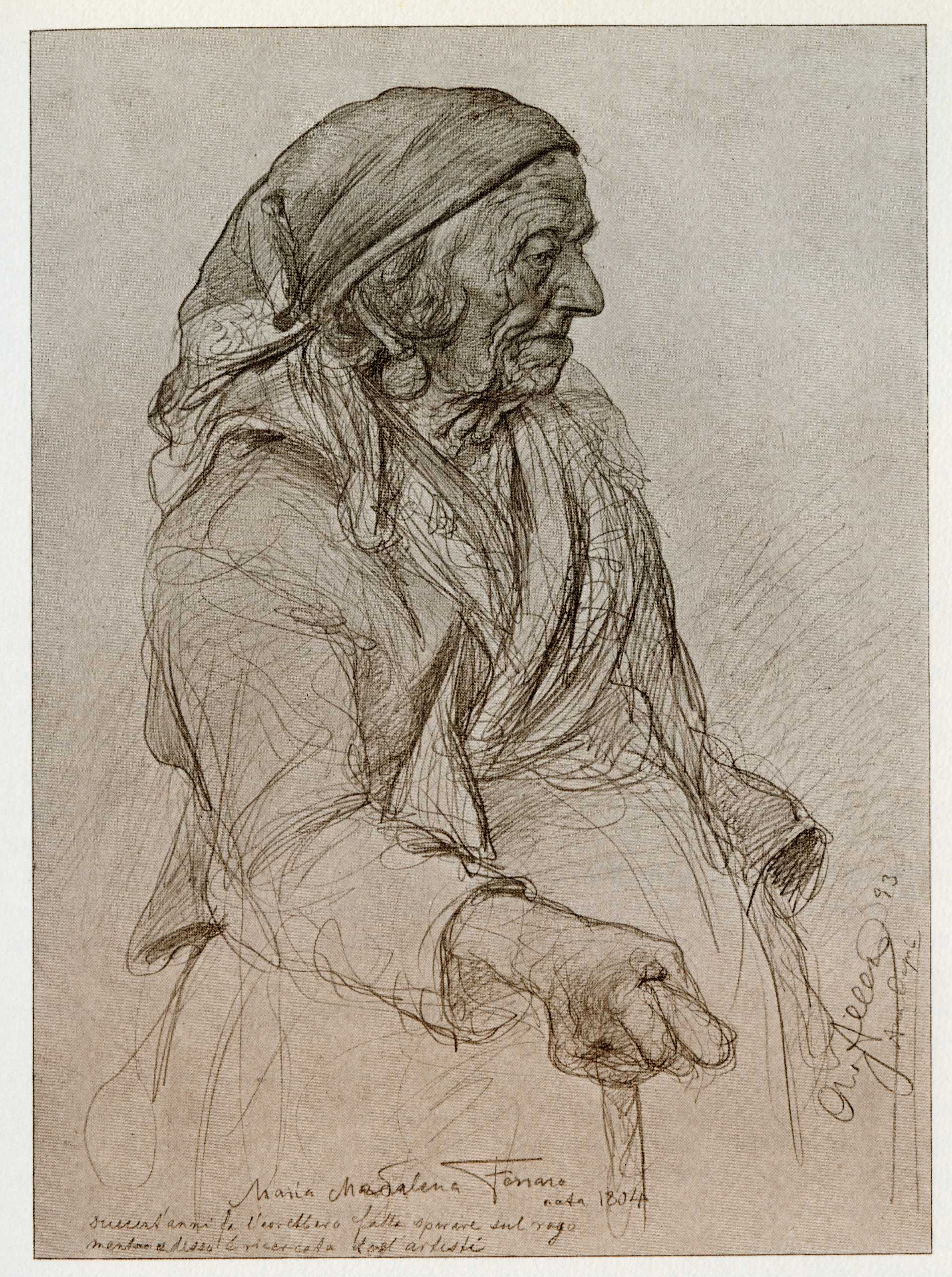
Frau auf Capri
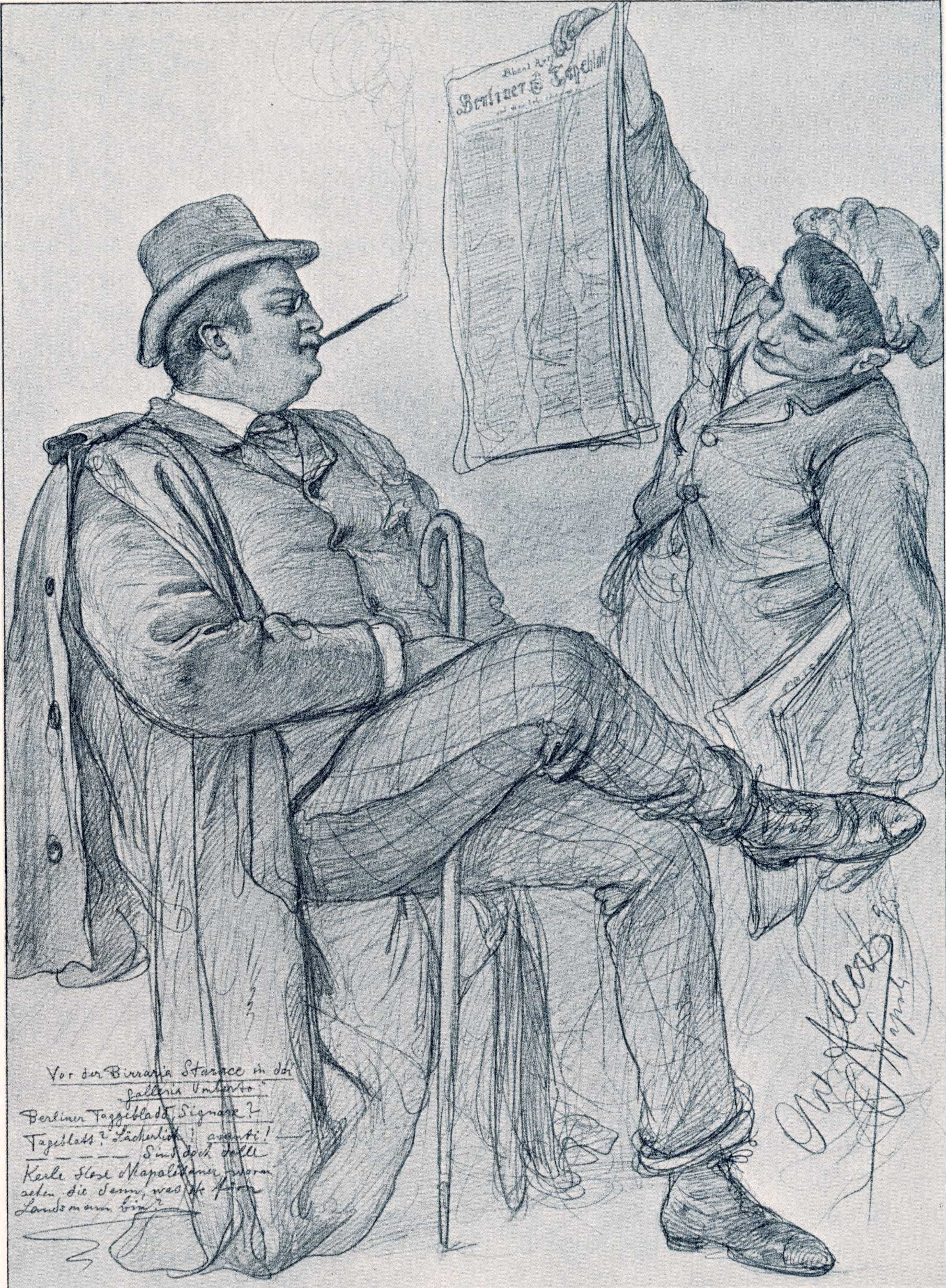
In der Galleria Umberto I
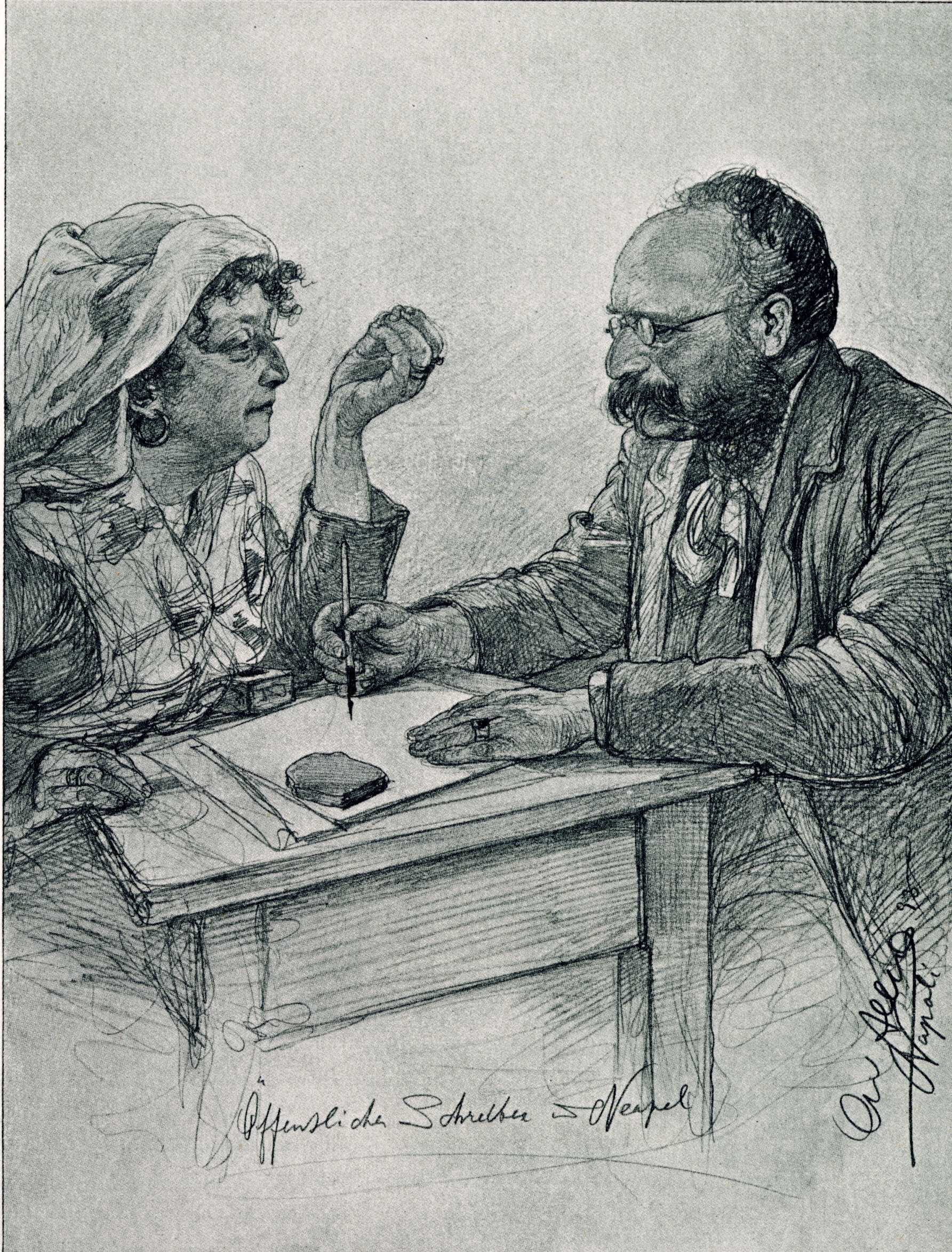
Öffentlicher Schreiber
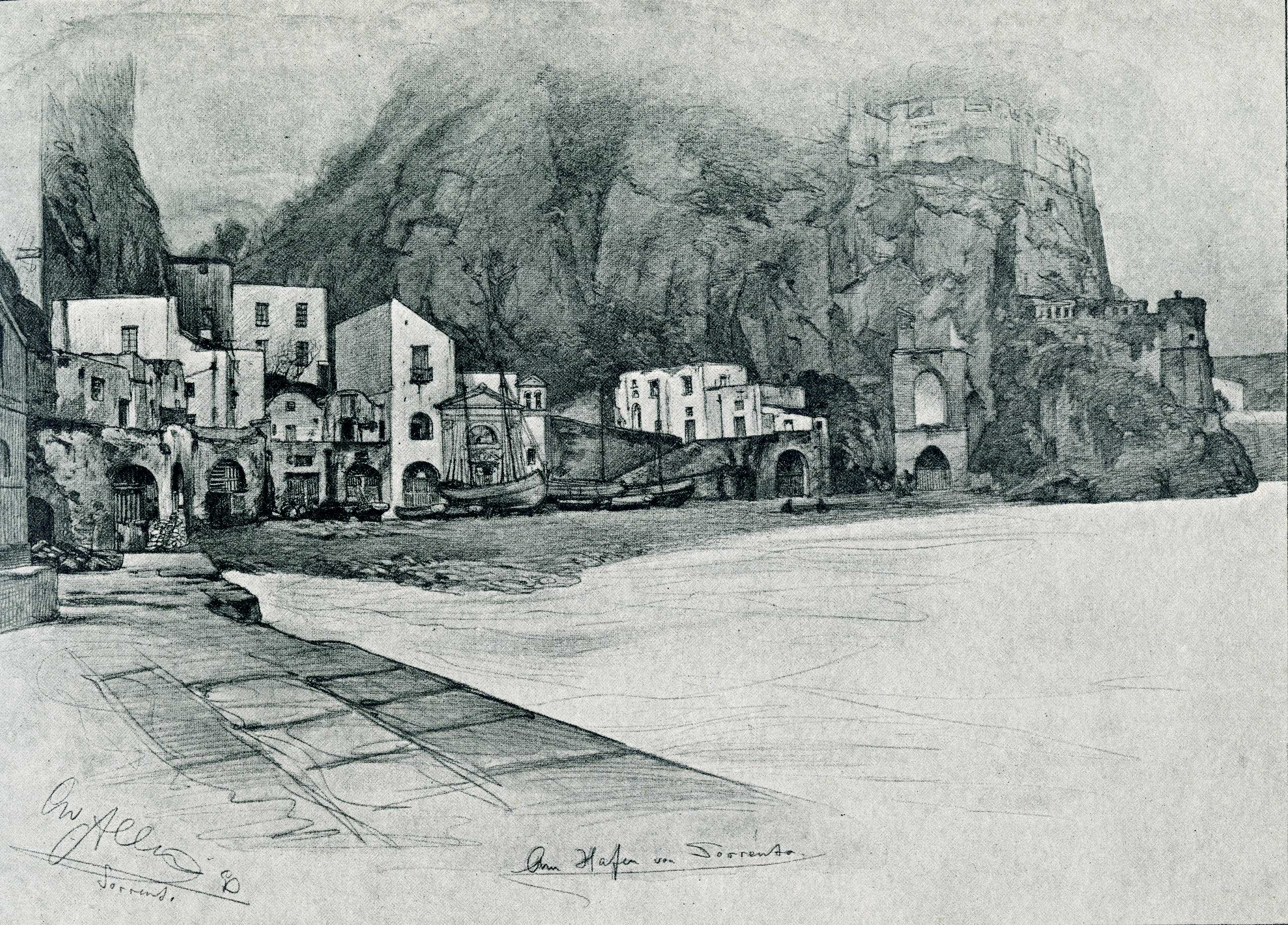
Hafen von Sorrent